# Bulhary
Bulhary là một làng thuộc huyện Břeclav, vùng Jihomoravský, Cộng hòa Séc.